# Rustaq (distrikt)
Rustaq är ett distrikt i Afghanistan. Det ligger i provinsen Takhar, i den nordöstra delen av landet, 290 kilometer norr om huvudstaden Kabul. Administrativ huvudort är Rustaq.
Distriktet beräknades år 2022 ha cirka 193 000 invånare.